# Okręg wyborczy nr 77 do Senatu Rzeczypospolitej Polskiej
Okręg wyborczy nr 77 do Senatu Rzeczypospolitej Polskiej obejmuje obszar miast na prawach powiatu Jaworzna i Sosnowca (województwo śląskie). Wybierany jest w nim 1 senator na zasadzie większości względnej.
Utworzony został w 2011 na podstawie Kodeksu wyborczego. Po raz pierwszy zorganizowano w nim wybory 9 października 2011. Wcześniej obszar okręgu nr 77 należał do okręgu nr 31.
Siedzibą okręgowej komisji wyborczej są Katowice.

## Reprezentanci okręgu
| Rok  | Rok  | Senator             | Komitet wyborczy                           |
| ---- | ---- | ------------------- | ------------------------------------------ |
|      | 2011 | Bogusław Śmigielski | Platforma Obywatelska RP                   |
|      | 2015 | Michał Potoczny     | Prawo i Sprawiedliwość                     |
|      | 2019 | Joanna Sekuła       | KKW Koalicja Obywatelska PO .N iPL Zieloni |
| 2023 |      | Joanna Sekuła       | KKW Koalicja Obywatelska PO .N iPL Zieloni |

## Wyniki wyborów
Symbolem „●” oznaczono senatora ubiegającego się o reelekcję.

### Wybory parlamentarne 2011
| Kandydat                                                                                      | Kandydat            | Komitet wyborczy             | Głosów | Głosów | Głosów |
| Kandydat                                                                                      | Kandydat            | Komitet wyborczy             | Liczba | %      | +/–    |
| --------------------------------------------------------------------------------------------- | ------------------- | ---------------------------- | ------ | ------ | ------ |
|                                                                                               | Bogusław Śmigielski | Platforma Obywatelska RP     | 55 043 | 43,46  | –      |
|                                                                                               | Piotr Hałasik       | Sojusz Lewicy Demokratycznej | 30 016 | 23,70  | –      |
|                                                                                               | Wiesław Wójcik      | Prawo i Sprawiedliwość       | 25 279 | 19,96  | –      |
|                                                                                               | Iwona Borchulska    | KWW Iwony Borchulskiej       | 8 559  | 6,76   | –      |
|                                                                                               | Andrzej Włusek      | Polska Jest Najważniejsza    | 4 776  | 3,77   | –      |
|                                                                                               | Anita Walotek       | Związek Słowiański           | 2 977  | 2,35   | –      |
| Frekwencja: 51,05% Liczba głosów ważnych: 126 650 (97,14%) Źródło: Państwowa Komisja Wyborcza |                     |                              |        |        |        |

### Wybory parlamentarne 2015
| Kandydat                                                                                      | Kandydat              | Komitet wyborczy                             | Głosów | Głosów | Głosów |
| Kandydat                                                                                      | Kandydat              | Komitet wyborczy                             | Liczba | %      | +/–    |
| --------------------------------------------------------------------------------------------- | --------------------- | -------------------------------------------- | ------ | ------ | ------ |
|                                                                                               | Michał Potoczny       | Prawo i Sprawiedliwość                       | 37 380 | 30,15  | +10,19 |
|                                                                                               | Bogusław Śmigielski ● | Platforma Obywatelska RP                     | 35 089 | 28,30  | –15,16 |
|                                                                                               | Tomasz Niedziela      | KKW Zjednoczona Lewica SLD+TR+PPS+UP+Zieloni | 21 700 | 17,50  | –6,20  |
|                                                                                               | Piotr Hałasik         | Nowoczesna Ryszarda Petru                    | 20 473 | 16,51  | –      |
|                                                                                               | Adam Kloska           | Kongres Nowej Prawicy                        | 5 879  | 4,74   | –      |
|                                                                                               | Sylwia Kołton         | Polskie Stronnictwo Ludowe                   | 3 452  | 2,78   | –      |
| Frekwencja: 51,99% Liczba głosów ważnych: 123 973 (97,40%) Źródło: Państwowa Komisja Wyborcza |                       |                                              |        |        |        |

### Wybory parlamentarne 2019
| Kandydat                                                                                      | Kandydat      | Komitet wyborczy                           | Głosów | Głosów | Głosów |
| Kandydat                                                                                      | Kandydat      | Komitet wyborczy                           | Liczba | %      | +/–    |
| --------------------------------------------------------------------------------------------- | ------------- | ------------------------------------------ | ------ | ------ | ------ |
|                                                                                               | Joanna Sekuła | KKW Koalicja Obywatelska PO .N iPL Zieloni | 83 771 | 59,60  | +14,78 |
|                                                                                               | Jacek Dudek   | Prawo i Sprawiedliwość                     | 56 789 | 40,40  | +10,25 |
| Frekwencja: 63,38% Liczba głosów ważnych: 140 560 (96,76%) Źródło: Państwowa Komisja Wyborcza |               |                                            |        |        |        |

### Wybory parlamentarne 2023
| Kandydat                                                                                      | Kandydat        | Komitet wyborczy                           | Głosów | Głosów | Głosów |
| Kandydat                                                                                      | Kandydat        | Komitet wyborczy                           | Liczba | %      | +/–    |
| --------------------------------------------------------------------------------------------- | --------------- | ------------------------------------------ | ------ | ------ | ------ |
|                                                                                               | Joanna Sekuła ● | KKW Koalicja Obywatelska PO .N iPL Zieloni | 87 687 | 55,16  | –4,44  |
|                                                                                               | Jacek Dudek     | Prawo i Sprawiedliwość                     | 47 651 | 29,98  | –10,42 |
|                                                                                               | Piotr Hałasik   | Bezpartyjni Samorządowcy                   | 23 631 | 14,87  | –      |
| Frekwencja: 75,63% Liczba głosów ważnych: 158 969 (98,10%) Źródło: Państwowa Komisja Wyborcza |                 |                                            |        |        |        |